# Campos dos Goytacazes
Campos dos Goytacazes là một đô thị thuộc bang Rio de Janeiro, Brasil. Đô thị này có diện tích 4031,91 km², dân số năm 2007 là 429667 người, mật độ 106,6 người/km².